# Überflussgesellschaft
Überflussgesellschaft (englisch affluent society) bezeichnet – umgangssprachlich oft abwertend – eine von materiellem Überfluss (Überkonsum, Überversorgung) für breite Bevölkerungsschichten geprägte Gesellschaft.
Ein Bild für die Überflussgesellschaft ist der literarische Topos des „Schlaraffenlands“. Ähnliche Begriffe sind Wegwerfgesellschaft, Konsumgesellschaft oder Wohlstandsgesellschaft. Dabei muss bedacht werden, dass eine der Grundannahmen des Prinzips der Überflussgesellschaft davon ausgeht, dass der gesellschaftliche Reichtum sich derartig ausweitet, dass Konsumgüter, Waren und Dienstleistungen schließlich im Überfluss vorhanden sind, was nur auf einige Länder der Erde zutrifft.
Der Begriff der Überflussgesellschaft hat Kritiker zur Schaffung von neuen Gesellschaftsbegriffen angeregt: Ulrich Beck (1986) zum Konzept der Risikogesellschaft, Gerhard Schulze (1993) zu dem der Erlebnisgesellschaft und Peter Gross (1994) zu dem der Multioptionsgesellschaft.

## Geschichte des Begriffs
Eine volkstümliche Beschreibung des Schlaraffenlands findet sich im Irland des 14. Jahrhunderts als das utopische Cokaygne. Lokalisiert war es im fiktiven, westlich von Spanien gelegenen Land Cokanien.
Der Begriff der Überflussgesellschaft wurde einer wirtschaftswissenschaftlichen Arbeit des US-amerikanischen Ökonomen John Kenneth Galbraith entlehnt und taucht in soziologischen bzw. gesellschaftskritischen Arbeiten nur vereinzelt auf, was aber nichts über dessen Bedeutung für die Soziologie aussagt, da es eine Reihe Begriffe gibt, die vom Inhalt her dasselbe meinen bzw. doch sehr stark artverwandt sind.
Erste Vorstellungen vom Leben in einer Gesellschaft des Überflusses und Kritik an einem dekadenten Leben, übermäßigem Konsum und übertriebenem Luxus sind keine Phänomene unserer Tage, sondern lassen sich bereits in der Antike finden, wobei man hierbei beachten muss, dass der Genuss von Luxusgütern für lange Zeit nur einem kleinen Teil der Bevölkerung vorbehalten war und die Anzahl der Produkte und deren technische Ausgereiftheit im Vergleich zu heute doch eher bescheiden anmuten. Das Leben der meisten Menschen dieser Zeit war noch geprägt von Knappheit und Mangel, die Produktion primär auf die Landwirtschaft und Heimarbeit gerichtet und durch sie begründet, sodass von einer Überflussgesellschaft im heutigen Sinne streng genommen eigentlich nicht gesprochen werden kann. Eine solche begann sich erst im 18. Jahrhundert herauszubilden, als der wirtschaftliche und technologische Fortschritt enorme Sprünge machten, industrielle Produktions- und Fertigungstechniken eingeführt wurden und auf eine kapitalistische Wirtschaftsweise umgestellt wurde, was eine enorme Steigerung des gesellschaftlichen Wohlstandes und Reichtums mit sich brachte und den Philosophen Adam Smith zur Analyse der gesellschaftlichen Voraussetzungen und Folgen des ökonomischen Fortschritts veranlasste. In seinem 1776 erschienenes Werk „Der Wohlstand der Nationen“ entwirft er ein optimistisches Bild wirtschaftlicher Entwicklung, zeigt anhand seiner Beschreibung der Stecknadelfabrikation auf, wie ein Effizienzgewinn ermöglicht wird und prognostiziert auch bereits eine Steigerung des Warenangebotes und eine damit einhergehende Steigerung des Wohlbefindens. Es hatte großen Einfluss auf kommende Generationen, bis hin zu Karl Marx und Friedrich Engels, die zwar Gegner der Gesamtkonzeption von Smith waren, jedoch weitgehend seine Vorstellung zur Vermehrung des gesellschaftlichen Reichtums und Wohlstandes teilten.
Dass auch größere Bevölkerungsgruppen am gesellschaftlichen Wohlstand und Reichtum teilhaben, manifestiert sich als Auffassung erst Ende des 19. Jahrhunderts und zu Beginn des 20. Jahrhunderts, gestärkt durch die einsetzende fordistische Massenproduktion, die die Auffassung verstärkt, dass mit Steigerung des Angebotes an Konsumgütern und Waren auch die Chancen des Einzelnen für einen Zugang zu diesen Waren steigen, und tatsächlich wird der Traum vom eigenen Haus, Auto oder der jährlichen Urlaubsreise für mehr und mehr Gesellschaftsmitglieder zur Realität. Dieses Ansteigen des allgemeinen Lebens- und Versorgungsstandards bildet die Grundlage und zentrale Arbeitskonzeption für die anfangs erwähnte Arbeit von Galbraith, in der er die weitgehende Partizipation der Bevölkerung an Produktionszuwächsen herausarbeitet und sich „endgültig von der pessimistischen Tradition in der Volkswirtschaft löst“. Nach seiner ständig wiederholten Aussage bleibt die Mehrheit der Gesellschaftsmitglieder nicht ausgeschlossen vom gesellschaftlichen Wohlstand und Reichtum, sondern findet immer mehr Zugang zu dem riesigen Angeboten in der Warenwelt, wobei er nicht ausschließlich ein positives Bild der Überflussgesellschaft zeichnen möchte. Die Aussage seiner Grundthese ist vielmehr die, dass mit dem Übergang in eine Überflussgesellschaft eine neue Sozialordnung entstanden ist mit neuen Eigenschaften, Problemen und Errungenschaften, wobei nach seiner Ansicht Probleme daraus resultieren, „dass die Entwicklung des Bedarfs hinter den Produktionserfordernissen zurückbleibt und damit, periodisch wiederkehrend, ökonomische Wachstumskrisen ausgelöst werden“.
Der Begriff der Überflussgesellschaft ist also von deutlicher Ambivalenz gekennzeichnet: außer Vorstellungen über Steigerung, Gestalt- und Machbarkeit der Welt und Fortschritt enthält er auch skeptische, durchaus kulturkritische Töne, was auch erklärt, wieso dieses Konzept auch oftmals in entlarvender Form verwendet wird, um z. B. eine Kritik an der gegenwärtigen Gesellschaft oder bestimmter Tendenzen in ihr anzubringen, wie es beispielsweise Hans Freyer in seinem Werk „Theorie des gegenwärtigen Zeitalters“ von 1955 getan hat, in dem er anprangert, dass der Lebensstandard längst zum Gott des Zeitalters und die Steigerung der ökonomischen Produktion zu dessen Propheten geworden sei. Insbesondere auch linke Theoretiker der sogenannten Frankfurter Schule und des westlichen Marxismus kritisieren, „dass die auf Fortschritt und Steigerung ausgerichtete Produktionsweise auf die Erzeugung von künstlichen, immer neuen Bedürfnissen angewiesen sei“.

## Charakteristika der Überflussgesellschaft
Hochentwickelte Produktions- und Fertigungstechniken:
Die massenhafte Herstellung von Gütern und Dienstleistung ist erst möglich, wenn die notwendigen wirtschaftlichen und wissenschaftlich-technischen Voraussetzungen erfüllt sind. Die heutige Massenfertigung geht über eine reine Fließbandfertigung im fordistischen Sinne hinaus: Gross spricht in seinem Buch „Die Multioptionsgesellschaft“ von einer „Produktindividualisierung“, die, dank hochtechnisierter Herstellungs- und Produktionsformen, eine Anfertigung nach Maß und somit eine enorme Steigerung der Herstellungsoptionen erlaubt, weil Kundenwünsche so schon bei Planung und Erzeugung berücksichtigt werden können.

Spezifische Kommerzialisierung des Konsums:
Eine umfangreiche Werbeindustrie bedient sich der Massenmedien, um Konsumgüter und Dienstleistungen zu verkaufen. Es existiert ein großes Spektrum an Konsumgütern und Dienstleistungen, die über den tatsächlichen Bedarf hinausgehen. Die Konsumgewohnheiten und -formen ändern sich: Die in den 1950er Jahren aufgekommenen Selbstbedienungsläden lösten den bis dahin üblichen Thekenverkauf ab. Hierzu kritisiert Michael Wildt beispielsweise, dass dies die Kunden verleite, mehr zu kaufen, als sie ursprünglich wollten.

Erhöhung des Angebots und Steigerung der Nachfragekapazität:
Um eine Steigerung der Nachfragekapazität zu erreichen, müssen die Realeinkommen und die freie Zeit, die dem potentiellen Konsumenten zur Verfügung steht, entsprechend steigen.

Veränderter Konsumstil:
Die kulturelle Komponente der Überflussgesellschaft: durch ein reichliches Angebot an Konsumgütern und ein gestiegenes Einkommen verliert die Langlebigkeit bei Produkten an Bedeutung; vielfach werden langlebige Produkte durch in kürzeren Intervallen erworbene, kurzlebige Produkte ersetzt. Dieser Aspekt der Überflussgesellschaft wird mit dem Begriff der „Wegwerfgesellschaft“ kritisiert.
Die milieutypische Differenzen untersuchende kulturgeschichtliche Kulturforschung kann aufzeigen, dass zum einen bereits vereinzelt ein „verschwenderischer“ Konsumstil gepflegt wurde als noch jegliche technisch-ökonomischen Grundlagen für die Massenproduktion fehlten und zum anderen ein „sparsamer“ Konsumstil auch dann noch beibehalten wird, wenn schon längst keine materielle Notwendigkeit mehr dazu bestand.

Anhebung des materiellen Versorgungs- und Lebensstandards:
Die Erhöhung von Produktion und Konsumpotential führt zu einer Verbesserung der allgemeinen Lebensbedingungen. Die relative Soziale Ungleichheit oder relative Armut einer Gesellschaft ändert sich hierdurch jedoch nicht. Ulrich Beck bezeichnet dies als einen „Fahrstuhleffekt“, denn die gesamte Gesellschaft werde bei gleichbleibender, oder sich sogar verschärfender, sozialer Ungleichheit eine Etage höher gefahren.

Eine Gesellschaft jenseits von Klasse und Schicht: 
Die meisten Theoretiker, die sich mit der Überflussgesellschaft auseinandersetzen, gehen von einer Veränderung der sozialen Struktur in der Art aus, dass "eine Fortsetzung bzw. Stabilität von sozialer Ungleichheit bei gleichzeitiger Veränderung des relationalen Gefüges eben dieser Ungleichheit" stattfindet. Die Veränderung wird damit erklärt, dass durch die Erweiterung der Teilhabemöglichkeiten für jedermann "sozialstrukturelle Dynamisierungs- und Pluralisierungsvorgänge" ausgelöst wurden, die frühere Sozialordnung mit ihren klaren vier oder fünf Klassen, bzw. Schichten sich in eine dynamische Sozialordnung gewandelt habe, in der eine Vielzahl von unterschiedlichen Milieus, Gruppen und Lebensstilen existiere.

Umweltprobleme durch Material- und Energieverbrauch:
Der zur Produktion notwendige Ressourcenverbrauch kann zu Umweltproblemen führen. Beispiele hierfür sind das Ozonloch, der Treibhauseffekt, die Zerstörung der Regenwälder und das damit einhergehende Artensterben.

Das Überflussparadoxon:
Nicht nur Knappheiten und Mangel können zu negativen Ergebnissen führen, sondern auch der Überfluss: Das rationale Funktionieren von Technik, Wirtschaft, Wissenschaft usw. muss, paradoxerweise, selbst nicht wiederum rational sein.
Fred Hirsch beschreibt dieses Phänomen in seinem Buch „Die sozialen Grenzen des Wachstums. Eine ökonomische Analyse zur Wachstumskrise“ (1980) als Überflussparadoxon am Beispiel eines Verkehrsstaus: hier verschlechtern sich die Nutzungsbedingungen eines Gutes aufgrund seines hohen Verbreitungsgrades.

## Armut und Überflussgesellschaft
Ins öffentliche Bewusstsein trat die offene Armut in den USA 1962 durch das Buch des Linkskatholiken Michael Harrington: The Other America. Er fand in einem Land von 200 Millionen Einwohnern 50 Millionen Arme, die auch der Sozialwissenschaft entgangen waren, weil diese unterstellt hatte, dass es sie einfach nicht geben könne. Mit dem Erstarken der Bürgerrechtsbewegung und dem Schlagwort der Great Society unter Präsident Lyndon B. Johnson trat schließlich auch dieser bislang übersehene Aspekt der US-Gesellschaft ins Bewusstsein der Politiker. So fand die gründliche Untersuchung von Gabriel Kolko über die Einkommens- und Vermögensverteilung über mehrere Jahrzehnte ein stabiles Andauern der Armut, und sogar eher eine Tendenz zum Anwachsen der ärmeren Schicht. Demzufolge hält Kolko die These einer Mittelstandsgesellschaft für empirisch widerlegt. Als Basis für letztere These hatte vielfach die Arbeit von Simon Smith Kuznets hergehalten. Diese Studie hatte sich indessen auf die 5 Prozent der Bevölkerung mit dem höchsten Pro-Kopf-Einkommen beschränkt.
Auch eine neuere Untersuchung stellt fest, dass Armut ein komplexes Phänomen ist, dessen Trends und Grenzen über die Zeit sich in absoluten Maßstäben gemessen wie in relativen Hinsichten verschieben, wofür Ursachen aber nur sehr schwer dingfest zu machen sind. Grundsätzlich dürfte jedoch klar sein, dass eine Lösung des sozialen Problems allein durch Marktprozesse nicht zu erwarten sei.
Kritiker der Überflussgesellschaft wie der indische Germanist Saral Sarkar (World Economy, Ecology & Development) sehen einen Ökonomismus (Dominanz der Ökonomie) als Grundlage für die Prozesse der Überflussgesellschaft. Sarkar fordert als Gegenmaßnahme die Konsumverweigerung.